# 페레슈테 사드레 오라파이
페레슈테 사드레 오라파이(페르시아어: فرشته صدرعرفایی, 영어: Fereshteh Sadre Orafaee, 1962년 12월 29일 ~ )는 이란의 배우, 성우이다. 2005년 파즈르 국제 영화제 크리스털 시무르그 여우주연상 수상자이다.